# メクレンブルク＝シュトレーリッツ自由州

メクレンブルク＝シュトレーリッツ自由州
Freistaat Mecklenburg-Strelitz

メクレンブルク＝シュトレーリッツ自由州（黄色）、桃色はメクレンブルク＝シュヴェリーン自由州

メクレンブルク＝シュトレーリッツ自由州またはメクレンブルク＝シュトレーリッツ自由国（ドイツ語:  Freistaat Mecklenburg-Strelitz）は、1918年から1934年にかけて存在した、ドイツ国（ヴァイマル共和政）およびナチス・ドイツの自由州である。領域は現在のメクレンブルク＝フォアポンメルン州の一部に相当する。

## 歴史
メクレンブルク＝シュトレーリッツ自由州の前身であるメクレンブルク＝シュトレーリッツ大公国では、1918年2月に大公アドルフ・フリードリヒ6世が自殺を遂げ、同族のメクレンブルク＝シュヴェリーン大公フリードリヒ・フランツ4世が摂政として管理していたものの、1918年11月に勃発したドイツ革命によって退位を余儀なくされ、メクレンブルク地域における君主制が廃止された。
メクレンブルク＝シュトレーリッツとメクレンブルク＝シュヴェリーンを合わせたメクレンブルク地方は元々、統一された地域だったため、君主制の廃止を契機とした統一の議論も起こったものの、結局は統一されることなく、ヴァイマル共和政に基づく議会制民主主義に移行して独自の州憲法を制定し、独自の州議会を有した。一方で、上級裁判所についてはロストックにあったメクレンブルク上級控訴裁判所を共有した。
メクレンブルク＝シュトレーリッツ自由州はドイツ国でも特に小さい州のひとつであり、君主制廃止からわずか数年で財政的に維持できないことが明らかになった。1926年には君主制廃止の際にシュトレーリッツ大公家から接収した財産の残高が底をついたことから、ライプツィヒのライヒ裁判所にメクレンブルク＝シュヴェリーン自由州との合併を訴え出たが、うまくいかなかった。また、1926年にはメクレンブルク＝シュトレーリッツ自由州がメクレンブルク＝シュヴェリーン自由州を相手取ってドイツ・ライヒ国事裁判所に旧修道院および旧領の共同処分をめぐる裁判を起こした。ドイツ・ライヒ国事裁判所での公判でメクレンブルク＝シュヴェリーン自由州は、1701年のメクレンブルク＝シュトレーリッツ公国の成立の経緯を引き合いに、1918年2月にアドルフ・フリードリヒ6世が自殺したことによってシュトレーリッツ大公家が断絶した以上、その所領は本家たるシュヴェリーン大公家に戻ったのであり、メクレンブルク＝シュトレーリッツ自由州にはそもそもシュトレーリッツ大公家の資産に関する権利はないと主張した。しかし、メクレンブルク＝シュヴェリーン自由州・メクレンブルク＝シュトレーリッツ自由州の双方とも州憲法で旧大公国の所領を州の範囲と定めていることから、その主張は退けられた。
1932年にはプロイセン自由州に吸収される計画が持ち上がったが、ナチ党が1934年1月1日にメクレンブルク＝シュトレーリッツ自由州とメクレンブルク＝シュヴェリーン自由州を合併させてメクレンブルク州としたことから頓挫した。しかし、この合併の採決の直後に州議会が解散されたため、メクレンブルク州は実際にはナチ党のメクレンブルク大管区そのものとなった。

## 政治

### 州議会
君主制廃止後の1918年12月15日に行われた選挙で選出された制憲議会によって、1919年1月29日にメクレンブルク＝シュトレーリッツ自由州憲法が制定され、1919年3月には州議会選挙が実施された。選挙制度は厳正拘束名簿式比例代表制を採用し、ドント方式で議席配分が行われた。

### メクレンブルク＝シュトレーリッツ自由州首相
州務長官
- ペーター・シュトゥープマン（ドイツ語版）  (ドイツ民主党、1918年 - 1919年)
- ハンス・クリューガー（ドイツ語版） (ドイツ社会民主党、1919年)

州首相
- クルト・フォン・ライプニッツ（ドイツ語版）  (ドイツ社会民主党、1919年 - 1923年)
- カール・シュヴァーベ（ドイツ語版）  (ドイツ国家人民党、1923年 - 1928年)
- ハリー・ルーデヴィヒ （ドイツ語版） (無所属) および エーリヒ・コルドゥア（ドイツ語版）  (ドイツ国家人民党) (暫定政府、1928年)
- クルト・フォン・ライプニッツ（ドイツ語版）  (ドイツ社会民主党、1928年 - 1931年)
- ハインリヒ・フォン・ミヒャエル（ドイツ語版）  (ドイツ国家人民党、1931年 - 1933年)
- フリッツ・シュティヒテノート（ドイツ語版）  (ナチ党、1933年)

国家代理官
- フリードリヒ・ヒルデブラント（ドイツ語版）  (ナチ党、1933年 - 1934年)